# Niklaus Schurtenberger
Niklaus Schurtenberger (n. 7 februarie 1968, Berna, Berna, Elveția) este un sportiv ce a reprezentat Elveția, medaliat olimpic. A participat la o ediție a Jocurilor Olimpice (2008) în care a câștigat o medalie de bronz.

## Participări
Lista de mai jos prezintă principalele competiții la care a participat Niklaus Schurtenberger de-a lungul carierei.
- equestrian at the 2008 Summer Olympics – team jumping[*]